# Atei
Atei é uma povoação portuguesa sede da Freguesia de Atei do Município de Mondim de Basto, freguesia com 24,31 km² de área e 1144 habitantes (censo de 2021), tendo, por isso, uma densidade populacional de 47,1 hab./km².
Atei foi vila e sede de concelho entre 1514 e o início do século XIX. Era constituída apenas pela freguesia da sede e tinha, em 1801, 1171 habitantes.
Além da sede, a Freguesia de Atei é composta pelos lugares de Areais, Bairro Novo, Bormela, Carreira, Carvalhais, Carvalhos, Cevidaia, Cilindro, Curções, Eiral, Estremadouro, Fontelas, Lage, Minhatosa, Nunelhe, Outeiro, Parada de Atei, Póvoa, Sobreira, Suídros, Telhado, Torrão e Vila Pouca.
Atei é uma região vinícola reconhecida pela qualidade dos seus vinhos verdes, sendo representada por vários produtores de grande qualidade, tais como a Casa Santa Eulália e Plainas

## Demografia
A população registada nos censos foi:
| Distribuição da População por Grupos Etários | Distribuição da População por Grupos Etários | Distribuição da População por Grupos Etários | Distribuição da População por Grupos Etários | Distribuição da População por Grupos Etários |
| -------------------------------------------- | -------------------------------------------- | -------------------------------------------- | -------------------------------------------- | -------------------------------------------- |
| Ano                                          | 0-14 Anos                                    | 15-24 Anos                                   | 25-64 Anos                                   | > 65 Anos                                    |
| 2001                                         | 298                                          | 224                                          | 655                                          | 244                                          |
| 2011                                         | 214                                          | 194                                          | 693                                          | 251                                          |
| 2021                                         | 139                                          | 126                                          | 618                                          | 261                                          |

## Património
- Igreja Matriz de S. Pedro de Atei

## Equipamentos
- Solar de Vila Pouca;
- Polo da Biblioteca no Solar de Vila Pouca em Atei;
- Junta de Freguesia de Atei;
- Jardim de Infância de Atei.

## Associativismo
- Associação de Solidariedade Social Atei Contigo;
- Atei Futebol Clube;
- Grupos de Bombos Atei Zés Pereiras de Atei;
- Associação Atei Convida.